# Karner Kühnring

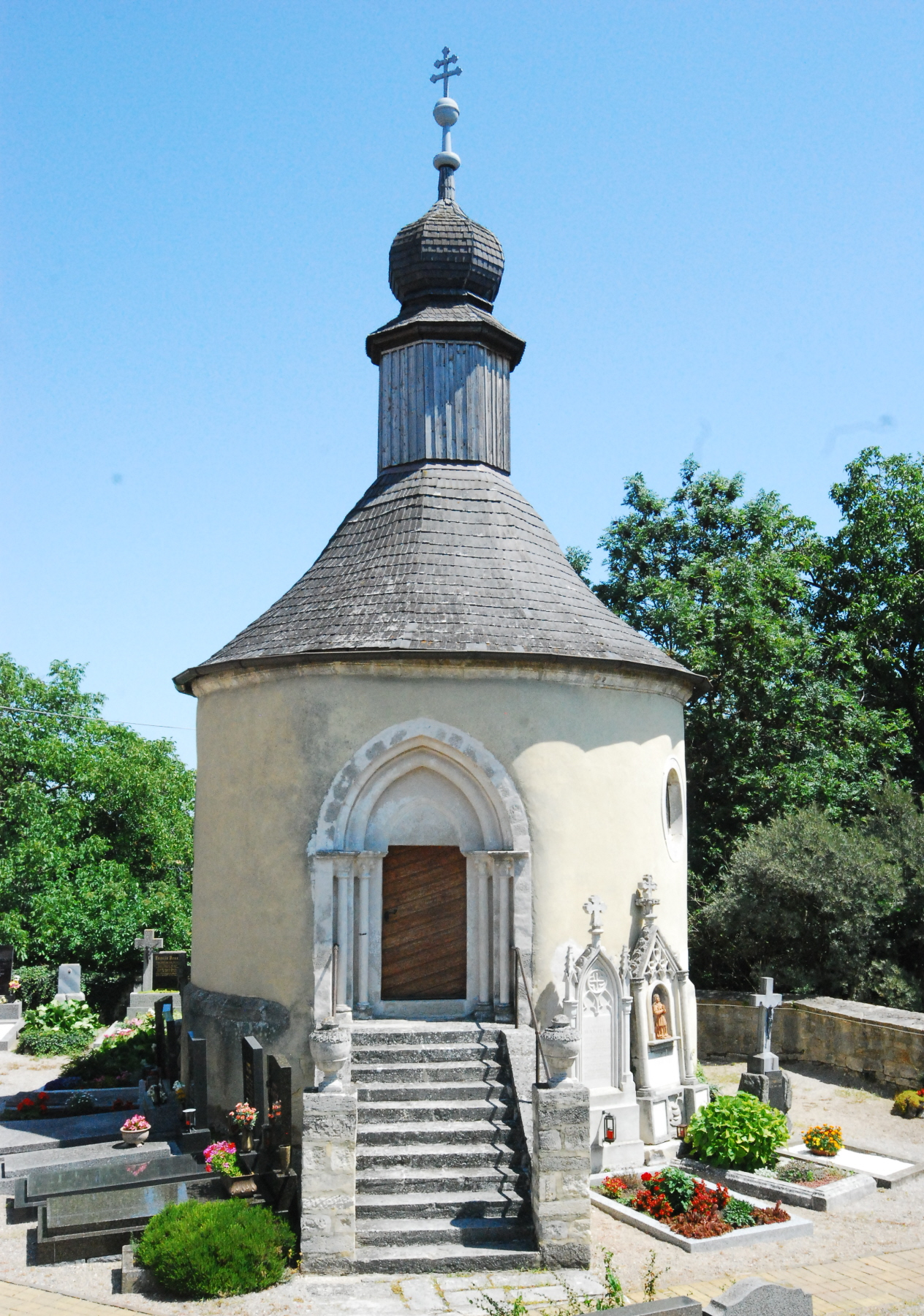
Karner Kühnring

Der Karner Kühnring steht mit der Pfarrkirche Kühnring auf dem Burghügel der ehemaligen Burg Kühnring in der Ortschaft Kühnring in der Marktgemeinde Burgschleinitz-Kühnring im Bezirk Horn in Niederösterreich. Der Karner steht unter Denkmalschutz (Listeneintrag).

## Geschichte
Der Karner entstand im 13. Jahrhundert. Die zwei profilierten Ovalfenster wurden im 18. Jahrhundert eingebaut. Das Kegeldach mit einer hölzernen Laterne und Zwiebel entstand im 19. Jahrhundert.

## Architektur
Der zweigeschoßige romanische Karner als Rundbau mit einem sockelartigen Gesims und einem umlaufenden gekehlten Traufgesims hat eine Rundapsis über einer gestuften Abkragung. Ein Rundbogenfenster an der Apsis ist vermauert. Das frühgotische Stufenportal über einer steinernen Freitreppe mit seitlichen Vasen hat je zwei Knospenkapitelle der ehemaligen Säulen und darüber einen kräftigen profilierten Spitzbogen aus dem Ende des 13. Jahrhunderts, ein Renaissancepfeiler mit einem Rankenornament wurde als Türschwelle eingebaut.
Das Untergeschoß mit einem Kreuzgewölbe und einem quadratischen Steingewändefenster hat einen nordöstlichen Abgang. Das ehemalige Beinhaus unter einer Flachdecke mit einem profilierten Spiegel und einem umlaufenden Gesims ist aus dem 18. Jahrhundert.

## Ausstattung
Der Altar mit einem Heiligen Grab trägt die Figuren Gabriel und Raphael um 1713.